# Chris Lee
Kristoffer Lie, född 28 oktober 1982, känd under artistnamnet Chris Lee, är en norsk hiphop-artist från Sandvika i Bærum. Hans musik kan kännetecknas av att han blandar hip-hop med akustiska element. Hans största talanger är att sjunga, rappa och spela gitarr, vilket han använder sig flitigt av i sina låtar. Han har i flera år varit medlem i hiphop-gruppen International Loose Cannons från Oakland i Kalifornien, och har tillbringat stora delar av karriären på USA:s västkust.
Hans första singel, "Crawl Back", spelades oväntat nog på NRK P3 flera gånger våren 2006. Flest känner nog igen honom från låten "Nightlife" som var listad på flera radiostationer, samt ofta spelad på ZTV, The Voice och en av de mest spelade musikvideor på NRK Svisj vintern 2006/2007. Hans debutalbum Worry No släpptes den 21 januari 2008 under Oslo Records/Bonnier Amigo.
Chris Lee är också sångare i trion Grifter City tillsammans med Jamie Way och Dan Bruce från Oakland.

## Diskografi

### Album
- Worry No (2008)
- Love Ghost (11. mai 2009)

### Singlar
- "Crawl Back" (2006)
- "Nightlife" (2006)
- "On Me" (2007)
- "Weak" (2007)
- "Worry No" (2008)
- "Monkey" (februari 2009)
- "Monkey Remix" (april 2009
- "Talk to the Hand" (april 2009)
- "Drunk Dealer" (december 2009)